# Neorcarnegia basirei
Neorcarnegia basirei är en fjärilsart som beskrevs av William Schaus 1892. Neorcarnegia basirei ingår i släktet Neorcarnegia och familjen påfågelsspinnare. Inga underarter finns listade i Catalogue of Life.